# Радиоактивный элемент
Радиоакти́вный элеме́нт — химический элемент, все изотопы которого радиоактивны. На практике этим термином часто называют всякий элемент, в природной смеси которого присутствует хотя бы один радиоактивный изотоп, то есть если элемент проявляет радиоактивность в природе. Кроме того, радиоактивными являются все синтезированные на сегодняшний день искусственные элементы, так как все их изотопы радиоактивны.

## Основные сведения
Радиоактивными элементами в строгом смысле являются все элементы, идущие в таблице Менделеева после свинца (включая висмут), а также элементы технеций и прометий. Следующие элементы содержат в природных смесях хотя бы один радиоактивный изотоп: калий, кальций, ванадий, германий, селен, криптон, рубидий, цирконий, молибден, кадмий, индий, теллур, ксенон, барий, лантан, неодим, самарий, европий, гадолиний, лютеций, гафний, вольфрам, рений, осмий, платина, висмут, торий, уран (в список не включены дочерние элементы из рядов урана и тория, такие как радий, радон и астат, а также образующиеся в атмосфере под действием космических лучей, такие как углерод-14).
Все элементы, идущие за ураном, называются трансурановыми элементами. Есть предположения, что некоторые далёкие трансурановые элементы могут быть не радиоактивными или, во всяком случае, иметь достаточно долгоживущие изотопы, чтобы присутствовать в природе.
Многие радиоактивные элементы имеют важное практическое значение. Уран и плутоний используют как делящийся материал в атомных реакторах и в ядерном оружии. Некоторые радиоактивные элементы применяют для изготовления атомных электрических батареек со сроком непрерывной работы до нескольких лет. Долгоживущие изотопы природных радиоактивных элементов используются в геохронологии.